# Tepezalá
Tepezalá – miasto w środkowym Meksyku, w północno-wschodniej części stanu Aguascalientes, siedziba władz gminy Tepezalá. Miejscowość jest położona na płaskowyżu, w górach Sierra Madre Wschodnia na wysokości 2 079 m n.p.m.. Tepezalá leży około 50 km na północny wschód od stolicy stanu Aguascalientes. W 2010 roku ludność miasta liczyła 4 511 mieszkańców.

## Historia

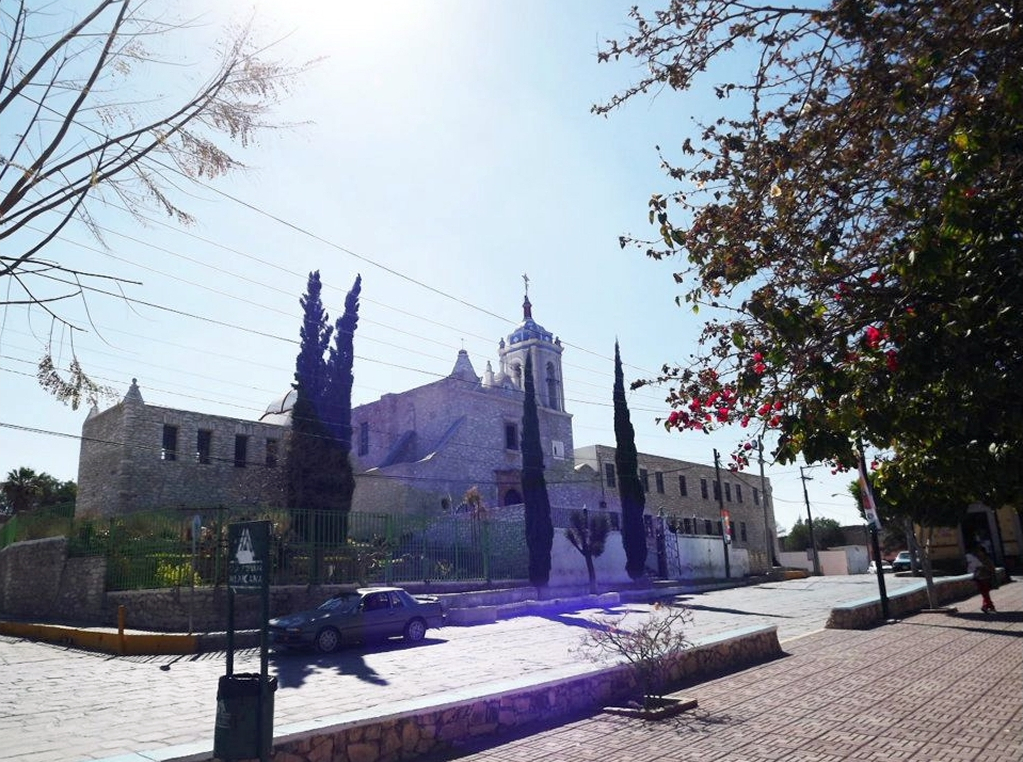
Santuario del Señor de Tepezalá

Miejsce obecnego miasta zamieszkałe było przez ludność tubylczą jeszcze przed przybyciem Hiszpanów. Nazwa miasta pochodzi od słów w języku nahuatl i oznacza dosłownie miejsce między wzgórzami. Jest ono położone w przejściu pomiędzy górami San Juan i Altamira. W okresie konkwisty w XVI wieku przez wiele lat toczyły się walki zażarte walki z tubylcami. Po ostatecznym zwycięstwie w 1546 roku ziemie na rozkaz króla Karola V zostały nadane Juanowi de Tolosa, którego rolą było między innymi zapewnienie bezpiecznego przejazdu przez to strategiczne miejsce, na trasie między Aguascalientes a Zacatecas. Walki z okolicznymi grupami Chchimeków trwały jeszcze kilkadziesiąt lat. W 1857 roku dekret gubernatora ustanowił miasto siedzibą gminy.
W mieście warto zwiedzić zabytkowy budynek siedziby gminy Tepezalá, zbudowany całkowicie z kamienia wydobywanego w okolicznych kamieniołomach, świątynię Betlejem z 1893 roku, a także sanktuarium Świątyni Pana (Santuario del Señor de Tepezalá).